# Măgirești
Măgirești település és községközpont Romániában, Moldvában, Bákó megyében.

## Fekvése
Nagyszalanctól délre, Mojnesttől északkeletre fekvő település.

## Története
Községközpont, 5 falu: Măgirești, Prăjești, Stănești, Șesuriés Valea Arinilor tartozik hozzá.
A 2002-es népszámláláskor 4480 lakosa volt, melyből 96,02% román volt. Ebből 93,18% ortodox, a többi egyéb volt.
A 2011 évi népszámlálás adatai szerint pedig 3994 lakosa volt.